# Nannoplecostomus eleonorae
Nannoplecostomus eleonorae – gatunek małej słodkowodnej ryby sumokształtnej z rodziny zbrojnikowatych (Loricariidae), najmniejszy jej przedstawiciel i jedyny przedstawiciel rodzaju Nannoplecostomus. 

## Zasięg występowania i środowisko
Gatunek opisany naukowo przez Ribeiro, Limę i Pereirę w 2012 na podstawie okazów zebranych z regionu krasowego São Domingos, w basenie górnego Tocantins w stanie Goiás, w środkowej Brazylii. Zasięg występowania tego gatunku obejmuje 2 małe dopływy Parany (gatunek endemiczny). Miejsce typowe – Rio da Lapa – to wartko płynąca rzeka z przeważnie kamienistym dnem, o szerokości ok. 10 m i czystej wodzie, przepływająca przez tereny porośnięte sawannową roślinnością typową dla Cerrado.

## Cechy charakterystyczne
N. eleonorae można odróżnić od pozostałych zbrojników po unikalnym wzorze płytek kostnych (o znacznie zmniejszonej liczbie elementów) na bokach ciała, przy czym większość ciała pokrywają tylko trzy rzędy płytek (grzbietowy, bocznobrzuszny i brzuszny), w przeciwieństwie do typowych dla innych zbrojnikowatych 5 rzędów płytek kostnych po bokach ciała; u większości zbrojnikowatych liczba tych rzędów zmniejsza się do 3 (grzbietowy, boczny i brzuszny) tylko przy trzonie ogonowym. Gatunek ten wykazuje zaskakującą kombinację cech używanych do diagnozowania dwóch odrębnych podrodzin zbrojnikowatych. 
Dorosłe osobniki tego gatunku osiągają 2,2 cm długości standardowej (SL), co czyni je najmniejszymi znanymi rybami w rodzinie zbrojnikowatych. Holotyp mierzy 21,3 mm SL.

## Systematyka
Badania filogenetyczne wykazały, że para rodzajów Nannoplecostomus i – opisany w 2016 – Microplecostomus stanowią takson siostrzany dla kladu podrodzin (Neoplecostominae + Hypoptopomatinae). Obydwa rodzaje pozostają w niejasnej pozycji taksonomicznej (incertae sedis) w obrębie zbrojnikowatych.

### Etymologia
Nazwa rodzajowa Nannoplecostomus pochodzi od greckiego słowa nannos (karzeł, krasnal) i Plecostomus (dawna nazwa rodzaju Hypostomus). Epitet gatunkowy eleonorae honoruje brazylijską biospeleolog Eleonorę Trajano.